# Belzunze
Belzunze o Belzunce (en euskera: Beltzuntze), oficialmente Belzunce / Beltzuntze, es un pueblo tutelado del municipio español de Juslapeña, en la Comunidad Foral de Navarra.

## Historia
A mediados del siglo XIX, cuando contaba con 72 habitantes, era ya lugar del valle de Juslapeña, municipio al que pertenece en la actualidad. Aparece descrito en el Diccionario geográfico histórico de Navarra (1842) de Teodoro Ochoa de Alda con las siguientes palabras:

BELZUNZE l. de señ. vll. Juslapeña, m. de P. y 2 leg. por n: conf. con Marcalain, Usi, Anocibar y Unzu: se coge trigo y otros menuceles: sobre escuela vease Marcalain: una parroquia de Santa Eulalia de Merida y un abad con 72 a.
(Ochoa de Alda, 1842, p. 40)

A fecha de 2021, tenía 79 habitantes censados.